# 竹箐乡
竹箐乡，是中华人民共和国四川省凉山彝族自治州会理市曾经下辖的一个乡。2019年12月，撤销竹箐乡，将其所属行政区域划归通安镇管辖。

## 行政区划
竹箐乡撤销前下辖以下地区：
金桂村、酸水村、金玉村、大麦地村、菜园村和小米村。